# وزارة الاقتصاد الوطني والمالية (اليونان)
وزارة الاقتصاد الوطني والمالية اليونانيَّة (باليونانية: Υπουργείο Εθνικής Οικονομίας και Οικονομικών) هي الوزارة المسؤولة عن المالية العامة في اليونان. الوزير الحالي هو كوستيس هاتزيداكيس من حزب الديمقراطية الجديدة.

## دور الوزير

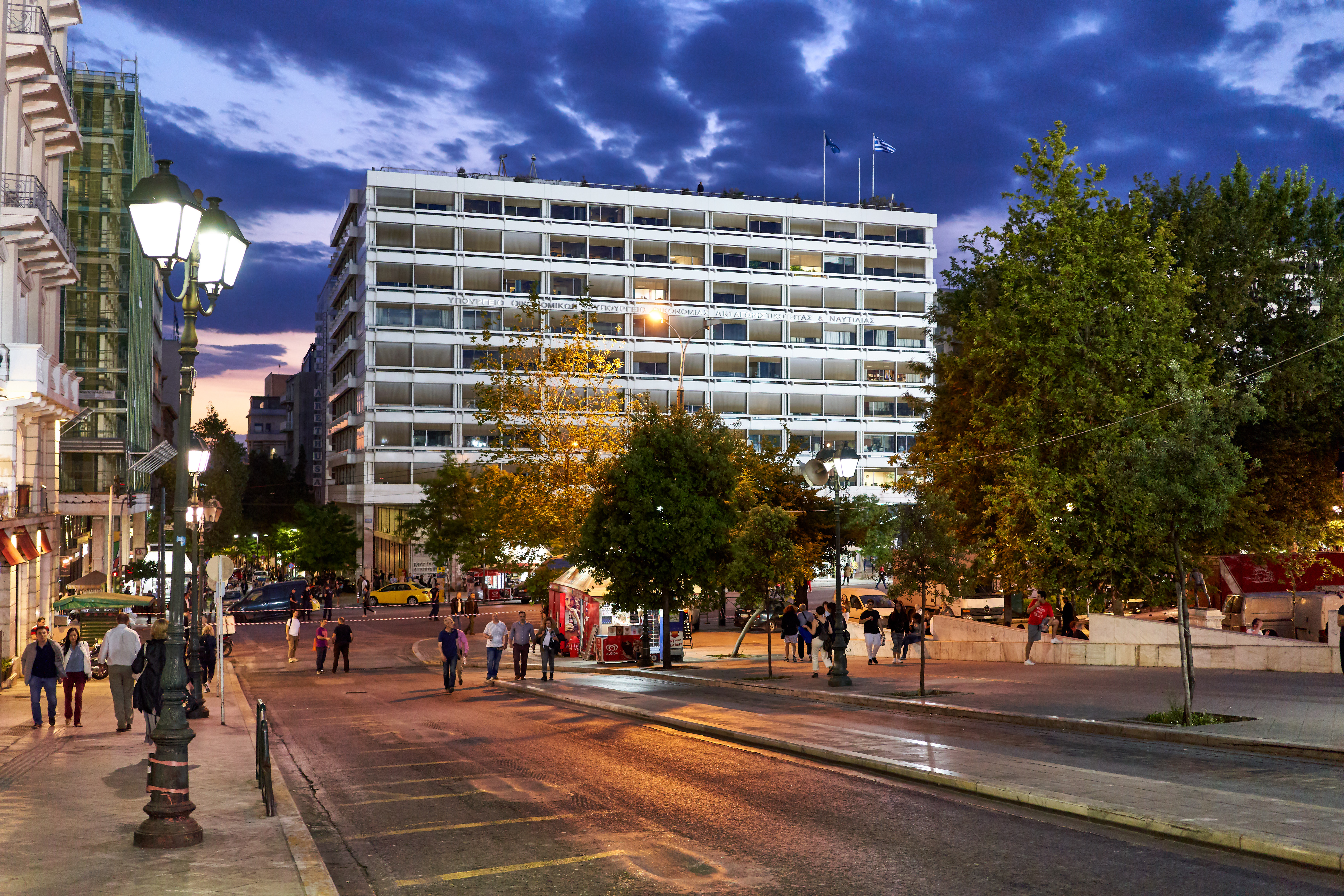
منظر لوزارة المالية اليونانية من شارع أوثونوس، أثينا

وفقا للمادة 73 من دستور اليونان، فإن أي مشاريع قوانين تتعلق بالمعاشات التقاعدية يجب أن يقدمها وزير المالية. ووفقا للمادة 75 من الدستور، لا يجوز تقديم أي مشروع قانون يتعلق بالنفقات أو تخفيض الإيرادات إلا مصحوبا بتقرير خاص عن المشروع موقع من وزير المالية. وأخيراً، ووفقاً للمادة 79 من الدستور، يجب على وزير المالية عرض الموازنة على البرلمان اليوناني قبل شهر على الأقل من بداية السنة المالية للتصويت عليها.

## قائمة الوزراء

### الاقتصاد والمالية (2000-2009)
| صورة | اسم                 | تولى منصبه     | ترك المكتب     | حزب                         |
| ---- | ------------------- | -------------- | -------------- | --------------------------- |
|      | يانوس بابانتونيو    | 13 أبريل 2000  | 24 أكتوبر 2001 | الحركة الاشتراكية الهيلينية |
|      | نيكوس خريستودولاكيس | 24 أكتوبر 2001 | 10 مارس 2004   | الحركة الاشتراكية الهيلينية |
|      | جورجيوس الوجوسكوفيس | 10 مارس 2004   | 8 يناير 2009   | الديمقراطية الجديدة         |
|      | يانيس باباثاناسيو   | 8 يناير 2009   | 4 أكتوبر 2009  | الديمقراطية الجديدة         |

### المالية (2009-2023)
| صورة | الاسم                   | تولى منصبه     | ترك المكتب     | الحزب               |
| ---- | ----------------------- | -------------- | -------------- | ------------------- |
|      | جيورجوس باباكونستانتينو | 7 أكتوبر 2009  | 17 يونيو 2011  | باسوك               |
|      | إيفانغيلوس فييزيلوس     | 17 يونيو 2011  | 21 مارس 2012   | باسوك               |
|      | فيليبوس ساشينديس        | 21 مارس 2012   | 17 مايو 2012   | باسوك               |
|      | جورجيوس زانياس          | 17 مايو 2012   | 5 يوليو 2012   | مستقل               |
|      | يانس ستوناراس           | 5 يوليو 2012   | 10 يونيو 2014  | مستقل               |
|      | جيكاس هاردوفيليس        | 10 يونيو 2014  | 27 يناير 2015  | مستقل               |
|      | يانيس فاروفاكيس         | 27 يناير 2015  | 6 يوليو 2015   | سيريزا              |
|      | يوسليد تساكلوتوس        | 6 يوليو 2015   | 27 أغسطس 2015  | سيريزا              |
|      | جيورجوس هولياراكيس      | 28 أغسطس 2015  | 21 سبتمبر 2015 | مستقل               |
|      | يوسليد تساكلوتوس        | 23 سبتمبر 2015 | 9 يوليو 2019   | سيريزا              |
|      | كريستوس ستاكيوراس       | 9 يوليو 2019   | 26 مايو 2023   | الديمقراطية الجديدة |
|      | ثيودور بيلاجيديس        | 26 مايو 2023   | 27 يونيو 2023  | مستقل               |

### وزارة الاقتصاد الوطني والمالية (منذ 2023)
| صورة | اسم               | تولى منصبه    | ترك المكتب | حزب                 | ملحوظات                             |                                        |
| ---- | ----------------- | ------------- | ---------- | ------------------- | ----------------------------------- | -------------------------------------- |
|      | كوستيس هاتزيداكيس | 27 يونيو 2023 |            | الديمقراطية الجديدة | الحكومة الثانية لكرياكوس ميتسوتاكيس | تمت إعادة تسميته رسميًا في 1 أغسطس 2023 |

## أنظر أيضا
- بنك اليونان

## روابط خارجية
- الموقع الرسمي لوزارة المالية